# The Cardboard Baby
The Cardboard Baby è un cortometraggio muto del 1909 scritto e diretto da Sidney Olcott che ha come protagonisti George Melford, Ruth Roland e Robert G. Vignola.

## Produzione
Il film fu prodotto dalla Kalem Company.

## Distribuzione
Distribuito dalla Kalem Company, il film - un cortometraggio di una bobina - uscì nelle sale cinematografiche statunitensi il 24 dicembre 1909.